# Ö1 Inforadio
Ö1 Inforadio war ein Informationsprogramm des Österreichischen Rundfunks (ORF) unter dem Dach des Radiosenders Ö1. Es bot als Internetradio 24 Stunden am Tag Nachrichten, Informationen, Hintergrund, Politik und Kultur. Im April 2011 wurde es ohne Vorankündigung eingestellt. Ö1 Inforadio enthielt, im Gegensatz zum regulären Radioprogramm Ö1 (Ö1-Kulturradio), ausschließlich gesammelte Wortbeiträge von bereits gesendeten Nachrichtensendungen und Informationsjournalen. Es war nur via Internet-Livestream (mp3- und Windows-Media-Stream) empfangbar. In der ORF-Mediathek stehen weiterhin die Journale zum jederzeitigen Abruf bereit.
Ende März 2010 war der Webauftritt von Ö1 (oe1.ORF.at) einem Relaunch unterzogen worden. Dabei gingen die bis zu diesem Zeitpunkt unter dem Webportal Ö1 Inforadio veröffentlichten Textangebote größtenteils verloren. Es gab auch keine eigene Seite mehr zum Ö1 Inforadio. Das Programm selbst bleibe aber erhalten hieß es noch Mitte 2010.